# Tobias Damsgaard
Tobias Damsgaard (født 3. august 1998) er en dansk tidligere fodboldspiller.

## Klubkarriere
Han spillede som ungdomsspiller for Aarhus Fremad, inden han i forbindelse med et efterskoleophold optråde et år for SønderjyskE. Som andetårs U/17-spiller skiftede Damsgaard til Randers FC.

### Randers FC
Han fik sin debut i Superligaen for Randers FC den 19. november 2017, da han startede inde og spillede alle 90 minutter i en 1-3-sejr ude over Lyngby Boldklub.
I starten af foråret 2018 skrev Damsgaard under på en toårig fuldtidskontrakt gældende fra sommeren 2018, hvorfra han samtidig skulle være en permanent del af klubbens førstehold. Dette blev dog i slutningen af marts 2018 fremrykket, således han med øjeblikkelig virkning fra 1. april 2018 permanent blev rykket op i klubbens førsteholdstrup. Han var i perioden fra 18. marts til 22. april 2018 fast mand på højre back, da han spillede alle seks kampe i Superligaen med fuld spilletid samt 120 minutter i en pokalkamp mod Silkeborg IF. I løbet af sin tid i Randers FC nåede han at spille 20 kampe i Superligaen fordelt på 16 kampe i den ordinære turnering og fire kampe i nedrykningsspil.

### Udleje og permanent skifte til Vendsyssel FF
Han blev i slutningen af januar 2020 på vintervinduets sidste dag udlejet til Vendsyssel FF frem til sommeren 2020, da det kun var blevet til tre indhop i efteråret 2019. Han nåede at spille to kampe for Vendsyssel FF, inden covid-19-nedlukningen satte sæsonen på pause i marts. Samlet set blev det 15 kampe for Damsgaard i løbet af sit lejeophold i Vendsyssel.
I maj 2020 blev det offentliggjort, at Damsgaard skiftede permanent til Vendsyssel FF. Her skrev han under på en treårig kontrakt. I kampen mod Viborg FF den 30. september 2020 skulle Damsgaard være startet, men han blev under opvarmningen skadet og blev erstattet af Dušan Jajić - en kamp som Vendyssel FF tabte 3-1 ude. Han var herefter skadet resten af efteråret.